# لا للمحاكمات العسكرية للمدنيين
هي مجموعة من النشطاء والمحامين وممثلي جمعيات حقوقية وصحفيين تكونت بعد فض اعتصام ميدان التحرير بالقوة بتاريخ 9 مارس 2011 لتناول قضية المحاكمات العسكرية للمدنيين في مصر بعد ثورة يناير. تعمل «لا للمحاكمات العسكرية» على تحقيق الأهداف الآتية:
- وقف جميع أشكال التعذيب للمحتجزين في مصر؛ سواء في سجون الشرطة أو معتقلات الجيش أو مقرات «جهاز الأمن العام».
- الوقف الفوري للمحاكمات العسكرية للمدنيين، وإحالة الأحكام العسكرية التي صدرت بالفعل للقضاء المدني.
- الإفراج الفوري عن شباب الثورة ممن تم القبض عليهم في التظاهرات والاعتصامات السلمية، وإلغاء الأحكام العسكرية التي صدرت ضد بعضهم.
- التحقيق في كافة التجاوزات التي مارسها بعض من عناصر الجيش مع مواطنين مصريين خلال فترة تسلم الجيش للسلطة، واتخاذ ما يلزم من إجراءات لضمان عدم تكرار هذه التجاوزات مرة أخرى.

## وصلات خارجية
- الموقع الرسمي لمجموعة لا للمحاكمات العسكرية
- يوميات تحت حكم العسكر